# Thaumatine

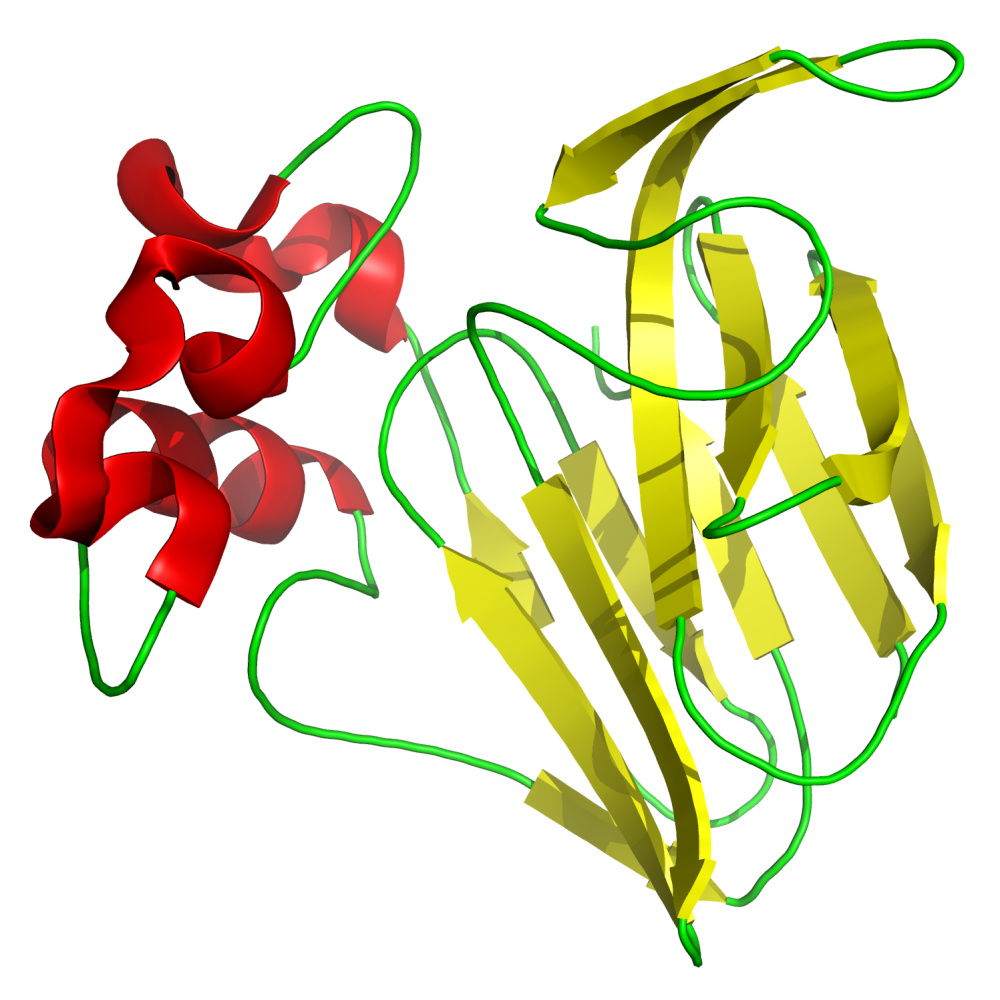
Structuur van Thaumatine I

Thaumatine is een zoetsmakend eiwit dat kan worden geïsoleerd uit het katemfe-fruit (Thaumatococcus daniellii), een plant uit West-Afrika. Er is waarschijnlijk een aantal verwante eiwitten in deze plant; twee belangrijke vormen thaumatine I en thaumatine II zijn bekend.
Het fruit bevat tussen een en drie zwarte zaden die omgeven worden door een gel. Er is een zakvormig membraan, aril genoemd, dat het zoete materiaal bevat.
Thaumatine is heel erg zoet: de smaak komt langzaam op gang, maar blijft minutenlang intact. De sterkte van de zoete smaak is ongeveer 2000× die van een gelijk gewicht aan sacharose.
Thaumatine is toegelaten als voedseladditief E-957. Het wordt onder andere gebruikt in snoepgoed en kauwgom, waar de lange zoete nasmaak een voordeel is.
Toen thaumatine werd ontdekt was het het enige zoetsmakende eiwit. Er bestaat nog steeds onduidelijkheid over het mechanisme van de zoetheid van thaumatine. Er zijn theorieën dat de zoete smaak niet zoals gewoonlijk voor andere zoetstoffen kan worden toegeschreven aan een eenvoudige binding met chemoreceptoren op de tong, maar bijvoorbeeld aan een werking als selectief protease waardoor de receptor continu actief blijft.
De driedimensionale structuur van thaumatine is bepaald met behulp van Röntgenkristallografie. Dit heeft het mechanisme van de zoetheid tot nog toe niet kunnen ophelderen. Toen de structuurbepaling voor het eerst werd geprobeerd was deze niet zeer succesvol. De vele mislukte pogingen gaven het eiwit de bijnaam traumatine. Inmiddels (2004) is deze structuurbepaling erg eenvoudig en wordt thaumatine zelfs als testeiwit gebruikt voor het vergelijken van de prestaties van verschillende instrumenten voor diffractie.